# Шморгун Митрофан Полікарпович
Митрофа́н Поліка́рпович Шморгу́н (17 квітня 1918, с. Голдашівка — 5 липня 2005, Одеса) — майстер виховної трудової колонії № 14 Головного управління виправно-трудових закладів Міністерства вутрішіх справ СРСР, Герой Соціалістичної Праці (1974).

## З життєпису
Народився 17 квітня 1918 року у с. Голдашівка Демівської волості Ольгопільського повіту Подільської губернії (нині — Бершадська громада Вінницької області).
З 1938 року служив в армії шофером.
Учасник Другої світової війни. З червня 1941 року служив шофером у складі 51-ї окремої армії, брав участь в обороні Криму і Керченсько-Феодосійській десантній операції. Поранений 21 травня 1942 року та направлений у госпіталь. Після одужання служив командиром відділення 27-ї інженерної бригади спеціального призначення та старшим бригадиром автороти 38-го армійського батальйону по збору і вивозу трофейного майна.